# Neuvillette-en-Charnie
Neuvillette-en-Charnie là một xã thuộc tỉnh Sarthe trong vùng Pays-de-la-Loire phía tây bắc nước Pháp. Xã này nằm ở khu vực có độ cao từ 113-235 mét trên mực nước biển.